# كارل إدوارد أرند
كارل إدوارد أرند (بالألمانية: Karl Eduard Arnd)‏ هو مؤرخ وكاتب ومؤلف ألماني، ولد في 23 فبراير 1802 في Wągrowiec ‏ في بولندا، وتوفي في 3 سبتمبر 1874 في تشارلوتنبرغ في ألمانيا.